# Silberbärbling
Der Silberbärbling (Rasbora argyrotaenia (Gr.: „argyro“ = silbern; Lat.: „taenia“ = Streifen)) ist ein kleiner Karpfenfisch der auf der Malaiischen Halbinsel, Singapur, und auf den indonesischen Inseln Sumatra, Kalimantan, Bangka und Belitung vorkommt.

## Merkmale
Der Silberbärbling erreicht eine Körperlänge von 15 bis 17 Zentimeter. Sein Körper ist schlank, gestreckt und seitlich deutlich abgeflacht. Die Grundfarbe ist silbrig. Ein cremefarbenes Band, das unten von einer blaugrünen bis schwarzen Linie begleitet wird, reicht vom hinteren Kiemendeckelrand bis zur Schwanzflossenwurzel. Die Augen sind hellgelb. Die Flossen sind transparent, die paarigen leicht gelblich. Die Schwanzflosse ist tiefschwarz gesäumt. Die Seitenlinie ist vollständig. Weibchen besitzen eine stärker ausgebuchtete Bauchlinie. 
- Flossenformel: Dorsale: 2/7; Anale: 3/5; Pectorale: 1/12–15; Ventrale: 2/8.
- Schuppenformel: SL 28–31.

Der Silberbärbling ist schwimmaktiv, ein guter Springer, lebt in Waldbächen und ernährt sich von Würmern, kleinen Krebstieren und Insekten.